# Dimensões de um navio
As dimensões de um navio são estabelecidas pela utilização de um conjutno de termos e definições especialmente relacionadas com navios e outras embarcações.

## Definições
Arqueação ou tonelagem (tonnage) 
Medida do volume interno de um navio. Inclui:
Arqueação líquida de navio de passageiros (net register tonnage)
Volume dos espaços fechados destinados ao transporte de passageiros,
Arqueação líquida de navio de carga (deadweight tonnage)
Volume dos espaços fechados destinados ao transporte de carga,

Arqueação bruta (gross tonnage)
Volume de todos espaços fechados destinados ao transporte tanto de carga como de passageiros;
Boca
Largura do navio;
Bordo livre ou borda livre (freeboard')
Distância vertical entre a linha de água e a linha de borda do mais alto pavimento com meios de fechar impermeavlemente todas as suas aberturas (normalmente o convés);
Caimento (trim) 
Ângulo entre a linha de construção e a linha base, numa dada condição de carga, medido pela diferença entre as imersões a vante e a ré;
Calado
Distância vertical entre a linha de água e a face inferior da quilha ou do apêndice do navio que se prolonga mais abaixo da linha de água;
Comprimento
Distância horizontal entre as partes do navio mais salientes à proa e à popa. Inclui:
Comprimento fora-a-fora ou simplesmente comprimento
Distância entre as partes mais salientes do casco,
Comprimento total
Distância entre as partes salientes dos elementos do navio que se estendam para a vante ou a ré do casco,
Comprimento entre perpendiculares
Distância medida na linha de água entre as perpendiculares a vante e a ré;
Deslocamento
Peso total do navio, igual ao peso do volume de água deslocada pela carena. Medida utilizada apenas em navios de guerra, uma vez que nos navios mercantes se utiliza a arqueação. Inclui:
Deslocamento leve (displacement, light)
Peso do navio completo, mas sem tripulação, carga, combustíveis e outros consumíveis;
Deslocamento carregado (displacement, loaded)
Deslocamento leve acrescido dos pesos da tripulação e de 95 % das capacidades de armazenamento de combustíveis, carga e outros consumíveis;
Deslocamento normal
Deslocamento carregado mas sem o peso correspondente a metade das dotações de combustível e de água de reserva das caldeiras;
Deslocamento padrão ('displacement, standard)
Nos navios de superfície, é o deslocamento carregado sem o peso do combustível e da água de reserva das caldeiras. Nos submarinos, corresponde ao deslocamento carregado sem o peso do lastro embarcado em imersão;
Flecha do vau (camber)
Distância máxima da face superior do vau à linha reta do vau;
Guinda
Altura da linha de água ao ponto mais alto do navio;
Imersão
Distância vertical entre a linha de água e a linha-base;
Pontal
Distância vertical entre o convés (linha reta do vau) e a quilha;
Porte bruto ou simplesmente porte (deadweight)
Soma de todos os pesos variáveis do navio;
Porte útil (net deadweight)
Soma do peso da carga e dos passageiros;
Tosado
Distância vertical de qualquer ponto da linha de borda ao plano horizonal que passa pelo ponto mais baixo dessa linha.